# Kravany nad Dunajom
Kravany nad Dunajom és un poble i municipi d'Eslovàquia que es troba a la regió de Nitra, al sud-oest del país. La primera menció escrita de la vila es remunta al 1245.

## Demografia
| Godina             | 1994 | 2004   | 2014   | 2024   |
| ------------------ | ---- | ------ | ------ | ------ |
| Nombre de persones | 779  | 759    | 727    | 703    |
| Diferència         |      | −2,56% | −4,21% | −3,30% |

| Godina             | 2023 | 2024   |
| ------------------ | ---- | ------ |
| Nombre de persones | 718  | 703    |
| Diferència         |      | −2,08% |